# インドネシア・サッカーチャンピオンシップ
インドネシア・サッカーチャンピオンシップ（インドネシア語: Kejuaraan Sepak Bola Indonesia, 英語: Indonesia Soccer Championshipは、2016年のみ開催された、インドネシアのプロサッカー大会である。中断されたリーガ・インドネシアに替わって開催された大会で、スポンサー名を冠して「トラビカ・サッカーチャンピオンシップ」（英語: Torabika Soccer Championship）と称した。

## 概要
インドネシアのサッカーリーグの最上位カテゴリとしては、2008-09年シーズンに発足したインドネシア・スーパーリーグ（Indonesia Super League、ISL）が存在したが、2011年にインドネシアサッカー協会の分裂騒動の煽りを受ける形で、新たにインドネシア・プレミアリーグ (Indonesian Premier League、IPL) が誕生し、最上位カテゴリに2つのリーグが存在するという異常事態となった。これについて国際サッカー連盟 (FIFA) が収拾に乗り出し、2014年に両リーグがISLに一本化されることとなった。
しかし一本化後の2015年シーズン、この年ISLに参戦するPSISスマランとPSSスレマンのオーナーが同じであることを問題視したインドネシア青年スポーツ大臣のイマム・ナフラウィがPSSIに対してリーグを凍結する大臣令を発し、PSSIがリーグを中止。これがFIFAが禁じた「国内リーグの運営に対する政府の介入」にあたるとして、FIFAがPSSIの会員資格を一時停止。ISLを継続することが出来なくなってしまった。
このため、ISL参戦予定の18クラブと、プレミアディビジョン（現・リーガ2）以下のカテゴリに参戦予定の59クラブが協議し、代替大会として開催されることになったのが「インドネシア・サッカーチャンピオンシップ」である。PSSI公認の大会ではないため、優勝してもアジアサッカー連盟 (AFC) 主催大会への参加権は得られなかった。
2017年にFIFAがPSSIの資格停止処分を解除したことから、ISL改めリーガ1が開催されることになり、「インドネシア・サッカーチャンピオンシップ」は1年でその役割を終えた。

## 2016シーズン所属クラブ

### インドネシア・サッカーチャンピオンシップA
| クラブ名                           | ホームタウン           | 州                   | ホームスタジアム                   | 収容人数 |
| ---------------------------------- | ---------------------- | -------------------- | ---------------------------------- | -------- |
| アレマ・クロノス                   | マラン県               | 東ジャワ州           | カンジュルハン・スタジアム         | 40,000   |
| バリ・ユナイテッド                 | ギャニャール県         | バリ州               | カプテン・イ・ワヤン・ディプタ     | 25,000   |
| バリト・プトラ                     | バンジャル県           | 南カリマンタン州     | May 17th Stadium                   | 15,000   |
| バヤンカラ・スラバヤ・ユナイテッド | スラバヤ               | 東ジャワ州           | ゲロラ・ブン・トモ・スタジアム     | 50,000   |
| グレシック・ユナイテッド           | グレシク県             | 東ジャワ州           | ペトロキミア・スタジアム           | 25,000   |
| マドゥラ・ユナイテッド             | パムカサン県           | 東ジャワ州           | ゲロラ・バンガラン・スタジアム     | 15,000   |
| ミトラ・クカール                   | クタイ・カルタネガラ県 | 東カリマンタン州     | Aji Imbut Stadium                  | 40,000   |
| プルセラ・ラモンガン               | ラモンガン県           | 東ジャワ州           | スラジャヤ・スタジアム             | 25,000   |
| プルセル・セルイ                   | ヤーペン島県           | パプア州             | マロラ・スタジアム                 | 10,000   |
| プルシブ・バンドン                 | バンドン               | 西ジャワ州           | Jalak Harupat Soreang Stadium      | 40,000   |
| プルシバ・バリクパパン             | バリクパパン           | 東カリマンタン州     | プルシバ・スタジアム               | 15,000   |
| プルシジャ・ジャカルタ             | ジャカルタ             | ジャカルタ首都特別州 | ゲロラ・ブン・カルノ               | 88,083   |
| プルシプラ・ジャヤプラ             | ジャヤプラ             | パプア州             | マンダラ・スタジアム               | 30,000   |
| PS TNI                             | ボゴール               | 西ジャワ州           | Pakansari Stadium                  | 30,000   |
| PSMマカッサル                      | マカッサル             | 南スラウェシ州       | アンディ・マッタラッタ・スタジアム | 15,000   |
| プサマニア・ボルネオ               | サマリンダ             | 東カリマンタン州     | Segiri Samarinda Stadium           | 25,000   |
| セメン・パダン                     | パダン                 | 西スマトラ州         | ハジ・アグス・サリム・スタジアム   | 28,000   |
| スリウィジャヤ                     | パレンバン             | 南スマトラ州         | ゲロラ・シュリーヴィジャヤ         | 40,000   |